# Herrera de los Navarros (kommunhuvudort)
Herrera de los Navarros är en kommunhuvudort i Spanien.   Den ligger i provinsen Provincia de Zaragoza och regionen Aragonien, i den nordöstra delen av landet, 240 km öster om huvudstaden Madrid. Herrera de los Navarros ligger 812 meter över havet och antalet invånare är 645.
Terrängen runt Herrera de los Navarros är kuperad västerut, men österut är den platt.  Trakten runt Herrera de los Navarros är nära nog obefolkad, med mindre än två invånare per kvadratkilometer. Närmaste större samhälle är Cariñena, 18,4 km nordväst om Herrera de los Navarros. Omgivningarna runt Herrera de los Navarros är i huvudsak ett öppet busklandskap.